# ساختار آنتی فلوریت

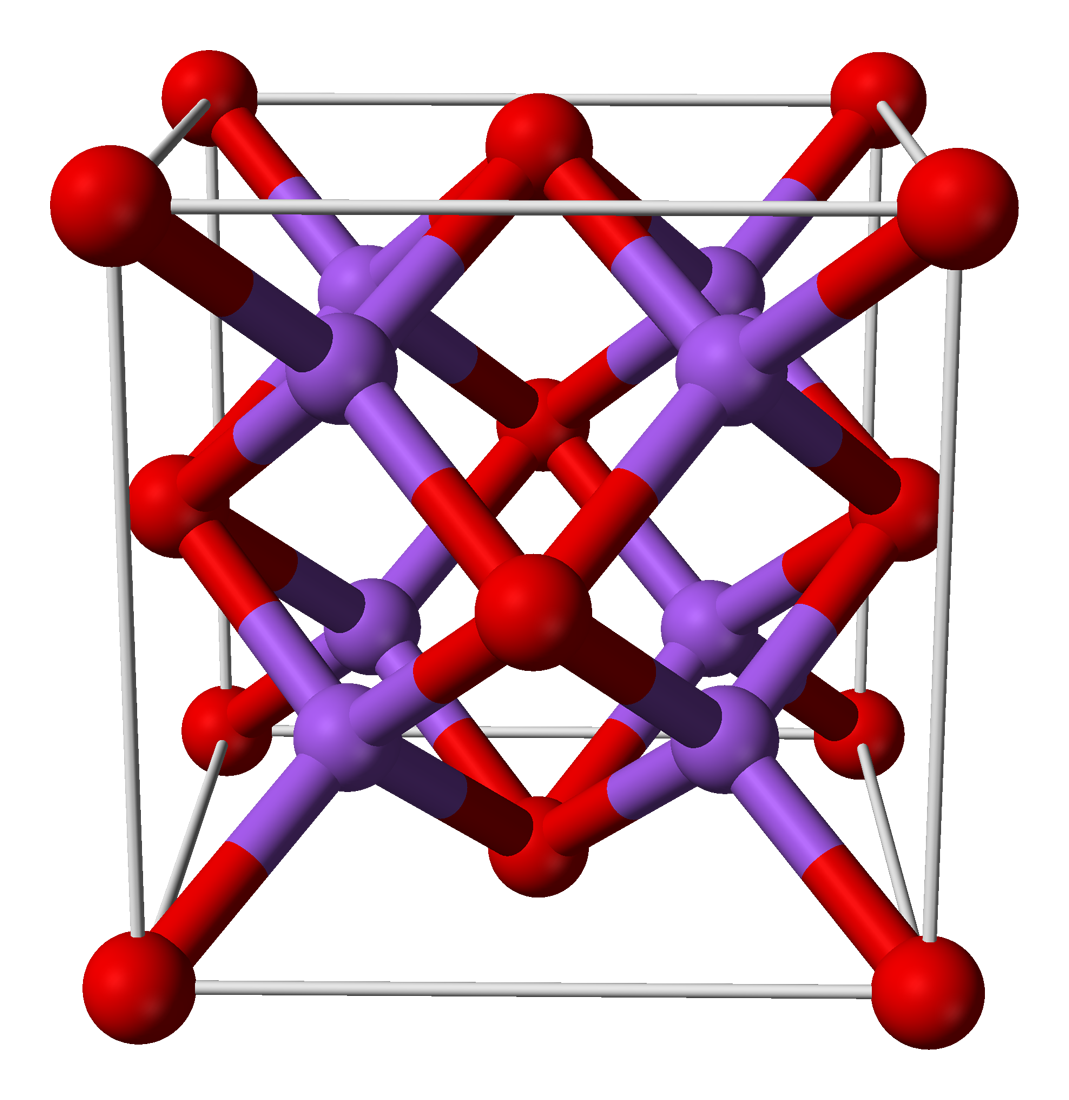
ساختار بلوری آنتی فلوریت

ساختار آنتی فلوریت یکی از ساختارهای دوتایی مواد است که در آن آنیون‌ها و کاتیون‌ها در مواضع معکوس نسبت به ساختار فلوریت قرار می‌گیرند. یعنی آنیون‌ها دارای آرایش مکعبی با وجوه مرکزپر بوده و کاتیون‌ها در حفره‌های چهار وجهی قرار می‌گیرند.